# آلفرد گارسیا
آلفرد گارسیا کاستیلو (اسپانیایی: Alfred García Castillo‎؛ زاده ۱۴ مارس ۱۹۹۷)، خواننده اسپانیایی است..
او به همراه آمایا رومرو نماینده اسپانیا در یوروویژن ۲۰۱۸ بود.